# Grimmia unicolor
Grimmia unicolor là một loài Rêu trong họ Grimmiaceae. Loài này được Hook. mô tả khoa học đầu tiên năm 1825.